# Małobądz
Małobądz – dzielnica Będzina położona w południowo-zachodniej części miasta, zajmująca 295 ha.

## Wiadomości ogólne
Zabudowa dzielnicy składa się głównie z domków jednorodzinnych, chociaż w północnej części dzielnicy na wzgórzach powstało w latach 1960–1985 dużej wielkości osiedle mieszkaniowe Syberka (20 tys. mieszkańców) (wyodrębniło się jako dzielnica miasta). Wzgórze, na którym znajduje się osiedle zaczęto zasiedlać dopiero po II wojnie światowej. Również w północnej części dzielnicy dobiega końca budowa osiedla TBS Górki Małobądzkie.
Na gruntach Małobądza w latach 1978-88 wybudowano nowoczesny Szpital Górniczy – obecnie Wojewódzki Szpital Specjalistyczny nr 5 im. św. Barbary w Sosnowcu (uruchomiony 3 X 1988). Na wniosek radnych Będzina za zgodą Rady Miasta Sosnowca premier podpisał rozporządzenie z 23 XII 1996 o zamianie gruntów, na których stoi szpital (10,78 ha) z mocą od 1 stycznia 1997 r. Będzin otrzymał teren przy oczyszczalni ścieków (4,6 ha), a Szpital Wojewódzki (bez drogi dojazdowej) znalazł się w Sosnowcu (pl. Medyków), przystanek autobusowy pozostał w Będzinie (ul. Żeromskiego). W wyniku tych zmian Będzin zmniejszył swoją powierzchnię o 6 ha na rzecz Sosnowca.

## Nazwa
Miejscowość ma metrykę średniowieczną i istnieje co najmniej od XV wieku. Wymieniona w 1443 w dokumencie zapisanym w języku łacińskim jako Malobancz, 1465 Malobącz, 1470-80 Malobandz, 1598 Małobącz .
Słownik geograficzny Królestwa Polskiego wydany w latach 1880-1906 w opisie miasta Będzina notuje nazwę sąsiedniej osobnej wioski Małobądź, która później w 1915 roku została wchłonięta przez miasto i obecnie jest dzielnicą Będzina o nazwie Małobądz. Jako źródłosłów nazwy słownik podaje bądź odmianę słowa być.
Inną hipotezą jest pochodzenie nazwy miejscowości od zachowanego również w nazwie Małobądza w pow. olkuskim staropolskiego imienia męskiego Małobąd, należącego do rycerza, który założył miejscowość. W ciągu wieków używane były również nazwy: Małobancz, Małobandz, Małobąd. Nazwę miejscowości w zlatynizowanej formie Malobandz wymienia w latach (1470–1480) Jan Długosz w księdze Liber beneficiorum dioecesis Cracoviensis .

## Historia
Pierwsze historyczne informacje o Małobądzu, jako wsi pochodzą z roku 1326, jednak dopiero z dokumentu sprzedaży księstwa siewierskiego przez książąt cieszyńskich – biskupowi krakowskiemu Zbigniewowi Oleśnickiemu (1443) wiemy coś pewnego. Wieś należała według zapisów Jana Długosza do Mikołaja Kornicza Siestrzeńca. W latach 1490–1517 jako dziedzic Małobądza wymieniony jest tenutariusz oraz wójt Będzina Benedykt Bieniasz Pogórski herbu Leliwa. W 1494 Jan oraz Stanisław Szafrańcowie z Pieskowej Skały zrezygnowali na jego rzecz ze swoich praw własnościowych do sołectwa oraz wsi .
Małobądz był dość bogatą wsią leżącą ok. 2 kilometry na południe od ówczesnego Będzina. Pierwotnie jej tereny rozpościerały się wzdłuż prawego brzegu Czarnej Przemszy na długości ok. 5 km. W 1455 r. wieś została spalona przez bandę rozbójniczą Jurgi Stosa. Także w 1655 r. podczas potopu szwedzkiego Małobądz znacznie ucierpiał. Pomimo formalnej przynależności do księstwa siewierskiego Małobądz pozostał własnością rycerską i przynależał do parafii św. Trójcy w Będzinie. Właścicielami byli m.in. bliscy współpracownicy Jagiellonów: Stefan Pogórski i Mikołaj Kornicz Siestrzeniec, a także rodziny Ujejskich, Siemuńskich, Grotkowskich, Rogojskich i Sadowskich. Od 1645 właścicielami Małobądza stają się Mieroszewscy. Wkrótce rodzina ta lokowała na gruntach małobądzkich nową wieś Gzichów, która wobec budowy tam okazałego dworu z czasem usamodzielnia się i przejęła wszelkie czynności urzędowe (w 1867 stając się siedzibą wójta, który swoimi uprawnienia objął również teren Małobądza). Mieszkańcy wsi utrzymywali się głównie z uprawy roli i rybołówstwa. W Małobądzu działał też młyn, karczma i dom zajazdowy (dziś można nazwać motel). Do dużych zniszczeń w infrastrukturze miejscowości doszło w 1736 r., kiedy Małobądz uległ olbrzymiej powodzi. Dzięki staraniom Mieroszewskich wieś została szybko odbudowana. W 1795 r. Małobądz liczył 202 mieszkańców, zaś w 1852 r. liczył 35 domów i 277 mieszkańców.
Po rozbiorach Polski wieś znalazła się w zaborze rosyjskim. Miejscowość jako Małobądź, wieś i folwark leżące w powiecie będzińskim w gminie Gzichów oraz w parafii Będzin wymienia XIX wieczny Słownik geograficzny Królestwa Polskiego. W 1885 w miejscowości znajdowało się 56 domów zamieszkanych przez 400 mieszkańców. Liczyła 516 morg ziemi należącej do włościan, 100 morg folwarcznych należących do dóbr Gzichów oraz 16 morg młyńskich. We wsi istniała wówczas olejarnia produkująca olej roślinny o wartości 51 600 rubli srebrnych rocznie oraz "młyn amerykański" z produkcją na sumę 57 000 rubli srebrnych.
W 1913 r. rozpoczęto budowę olbrzymiej, jak na tamte czasy elektrowni okręgowej, która istnieje do dziś. Dwa lata później (1915 r.) Małobądz został przyłączony do Będzina jako jedna z jego dzielnic.
Pierwotny charakter dzielnicy został niestety zniszczony poprzez regulacje rzeki Czarnej Przemszy w okresie II wojny światowej i w latach pięćdziesiątych XX w. Na wysokości Małobądza rzeka dość szeroko rozlewała swoje wody, tworząc dość dużej wielkości jezioro. Drugą poważną zmianą ingerującą w historyczny układ dzielnicy była budowa w latach siedemdziesiątych XX w. trasy szybkiego ruchu w kierunku Sosnowca.
1 kwietnia 1951 r., w związku z nadaniem Czeladzi statusu powiatu grodzkiego i planami powiększenia jej granic, od Małobądza odłączono kolonię Małobądz, wyłączając ją z Będzina i włączając do Czeladzi.

## Ulice
(wykaz nie obejmuje ulic osiedla Syberka)
| - Długa - Małobądzka - Nadbrzeżna - Piłsudskiego, marsz. Józefa - Rolnicza - Słowiańska - Sportowa - Szkolna - Szybowa - Wspólna - Wyspiańskiego, Stanisława (d. Bartosza Głowackiego) - Zawodzie Osiedle 27 Stycznia (Górny Małobądz) - 27 Stycznia - Baczyńskiego, Krzysztofa Kamila - Nałkowskiej, Zofii - Niemcewicza, Juliana Ursyna - Norwida, Cypriana Kamila - Prusa, Bolesława - Reymonta, Władysława S. - Żeromskiego, Stefana | Osiedle Górki Małobądzkie - Brzozowa - Dębowa - Grabowa - Jaworowa - Jarzębinowa - Jesionowa - Kalinowa - Kasztanowa - Klonowa - Lipowa - Olszynowa - Topolowa - Wierzbowa - Załogi, sierż. Grzegorza |